# سرقة القطار الكبرى (فلم)
سرقة القطار الكبرى (بالإنجليزية: The Great Train Robbery) فيلم قصير صدر عام 1903 للمخرج إدوين بورتر، يعد واحداً من أهم الأفلام في تاريخ السينما، من خلال تميز سرده، كما أنه يمثل أول عمل سينمائي تم تصويره بالاستناد إلى نص مقسم إلى مشاهد متتابعة، يعد النيجاتيف الذي سجل عليه الفيلم أحد أقدم الوثائق السينمائية في العالم إذ يتم حفظه في مكتبة الكونغرس الأمريكي.

## روابط خارجية
- سرقة القطار الكبرى على موقع IMDb (الإنجليزية)
- سرقة القطار الكبرى على موقع الموسوعة البريطانية (الإنجليزية)
- سرقة القطار الكبرى على موقع روتن توميتوز (الإنجليزية)
- سرقة القطار الكبرى على موقع ألو سيني (الفرنسية)
- سرقة القطار الكبرى على موقع Turner Classic Movies (الإنجليزية)
- سرقة القطار الكبرى على موقع أول موفي (الإنجليزية)
- سرقة القطار الكبرى على موقع فيلمافينيتي (الإسبانية)
- سرقة القطار الكبرى على موقع قاعدة بيانات الأفلام السويدية (السويدية)
- سرقة القطار الكبرى على موقع قاعدة بيانات الفيلم (الإنجليزية)
- سرقة القطار الكبرى على موقع ليتربوكسد (الإنجليزية)